# Stefan Simić
Stefan Simić (Praga, 20 de enero de 1995) es un futbolista checo, juega como defensa y su equipo es el A. C. Omonia Nicosia de la Primera División de Chipre.

## Trayectoria
Simić entró en las categorías inferiores del Slavia Praga a la edad de 6 años. Ascendió de rango y se convirtió en el jugador más joven en firmar un contrato profesional con el club, con 15 años y 11 meses. Él jugó sus primeros minutos con el primer plantel el 12 de febrero de 2011 en un partido amistoso contra Hajduk Split de Croacia, como parte de la celebración #100 aniversario de este último, en honor a la muerte de su madre. Juvenil de proyección internacional, sin embargo, dejó el club antes de debutar en un partido oficial, uniéndose a las categorías inferiores del Genoa en Italia en enero de 2012. La transferencia le costó al club italiano alrededor de 12 millones de Kč.
Jugó durante un año y medio para el Genoa Primavera antes de irse al Milan. Fue parte fundamental del equipo juvenil que ganó el Torneo di Viareggio 2014.
En el verano de 2014 se unió al Varese de la Serie B en calidad de préstamo y acumuló 17 partidos con el equipo durante la temporada. Después de perderse la primera mitad de la temporada 2015/2016 debido a una lesión en el peroné derecho. Se decía que Simić se uniría a Hajduk Split en condición de préstamo por 6 meses en enero de 2016. Sin embargo, ese día se suponía que debía fichar por el club, mientras ya estaba en Split, fue llamado del Milan por la lesión de su compañero Mexès.
Para la temporada 2016-17 fue cedido al Royal Excel Mouscron de la Primera División belga. El 31 de agosto de 2017 fue cedido de nuevo, esta vez al Crotone de la Serie A.
El 24 de enero de 2019 se unió al Frosinone Calcio de la Serie A en calidad de cedido hasta el 30 de junio de 2019. Dos días antes de esa fecha se hizo oficial su fichaje por el Hajduk Split de la Primera Liga de Fútbol de Croacia en una transferencia gratuita. Firmó contrato por cuatro años.
El 12 de septiembre de 2023 fichó por la S. D. Eibar de España para lo que quedaba de temporada más otra opcional.

## Selección nacional
Eligió representar a la República Checa mientras tenía la posibilidad de jugar para Croacia y Bosnia y Herzegovina, de donde provienen sus padres y cuyos pasaportes también posee. Acumuló 40 partidos internacionales y 1 gol entre 2011 y 2014 para las selecciones inferiores de la República Checa, jugando en las categorías sub-16, sub-17, sub-19, sub-20 y sub-21. Hizo su debut con la selección de fútbol de la República Checa el 11 de noviembre de 2017 en la victoria por 1-0 contra Catar.

## Clubes
| Club                          | País    | Año           |
| ----------------------------- | ------- | ------------- |
| A. C. Milan                   | Italia  | 2014-2019     |
| Varese Calcio (cesión)        | Italia  | 2014-2015     |
| Royal Excel Mouscron (cesión) | Bélgica | 2016-2017     |
| F. C. Crotone (cesión)        | Italia  | 2017-2018     |
| Frosinone Calcio (cesión)     | Italia  | 2019          |
| H. N. K. Hajduk Split         | Croacia | 2019-2023     |
| S. D. Eibar                   | España  | 2023-2024     |
| Karmiotissa F. C.             | Chipre  | 2024-2025     |
| A. C. Omonia Nicosia          | Chipre  | 2025-presente |

## Estadísticas
| Club               | Temporada     | Liga               | Liga  | Liga  | Copa  | Copa  | Continental | Continental | Otros | Otros | Total | Total |
| Club               | Temporada     | División           | Part. | Goles | Part. | Goles | Part.       | Goles       | Part. | Goles | Part. | Goles |
| ------------------ | ------------- | ------------------ | ----- | ----- | ----- | ----- | ----------- | ----------- | ----- | ----- | ----- | ----- |
| Varese (cesión)    | 2014–15       | Serie B            | 17    | 0     | 3     | 0     | –           | –           | –     | –     | 20    | 0     |
| AC Milan           | 2015–16       | Serie A            | 0     | 0     | 0     | 0     | –           | –           | –     | –     | 0     | 0     |
| Mouscron (cesión)  | 2016–17       | Jupiler Pro League | 30    | 1     | 2     | 1     | –           | –           | –     | –     | 32    | 2     |
| Crotone (cesión)   | 2017–18       | Serie A            | 9     | 0     | 1     | 0     | –           | –           | –     | –     | 10    | 0     |
| Frosinone (cesión) | 2018–19       | Serie A            | 0     | 0     | 0     | 0     | –           | –           | –     | –     | 0     | 0     |
| AC Milan           | 2018–19       | Serie A            | 0     | 0     | 0     | 0     | 1           | 0           | –     | –     | 1     | 0     |
| AC Milan           | Total         | Total              | 0     | 0     | 0     | 0     | 1           | 0           | –     | –     | 1     | 0     |
| Carrera Total      | Carrera Total | Carrera Total      | 56    | 1     | 6     | 1     | 1           | 0           | –     | –     | 63    | 2     |

## Palmarés

### Títulos nacionales
| Título          | Club                  | País    | Año  |
| --------------- | --------------------- | ------- | ---- |
| Copa de Croacia | H. N. K. Hajduk Split | Croacia | 2022 |
| Copa de Croacia | H. N. K. Hajduk Split | Croacia | 2023 |

## Vida personal
La familia de Simić es originaria de Prijedor en Bosnia y Herzegovina, pero vivió y trabajó en Zagreb, Croacia antes de mudarse a Praga, antes de su nacimiento. Se considera fanático de HNK Hajduk Split y Slavia Prague.